# Lee Morin
Lee Miller Emile Morin, född 9 september 1952 i Manchester, New Hampshire, är en amerikansk astronaut uttagen i astronautgrupp 16 den 5 december 1996.

## Rymdfärder
- STS-110